# Vlooienburg

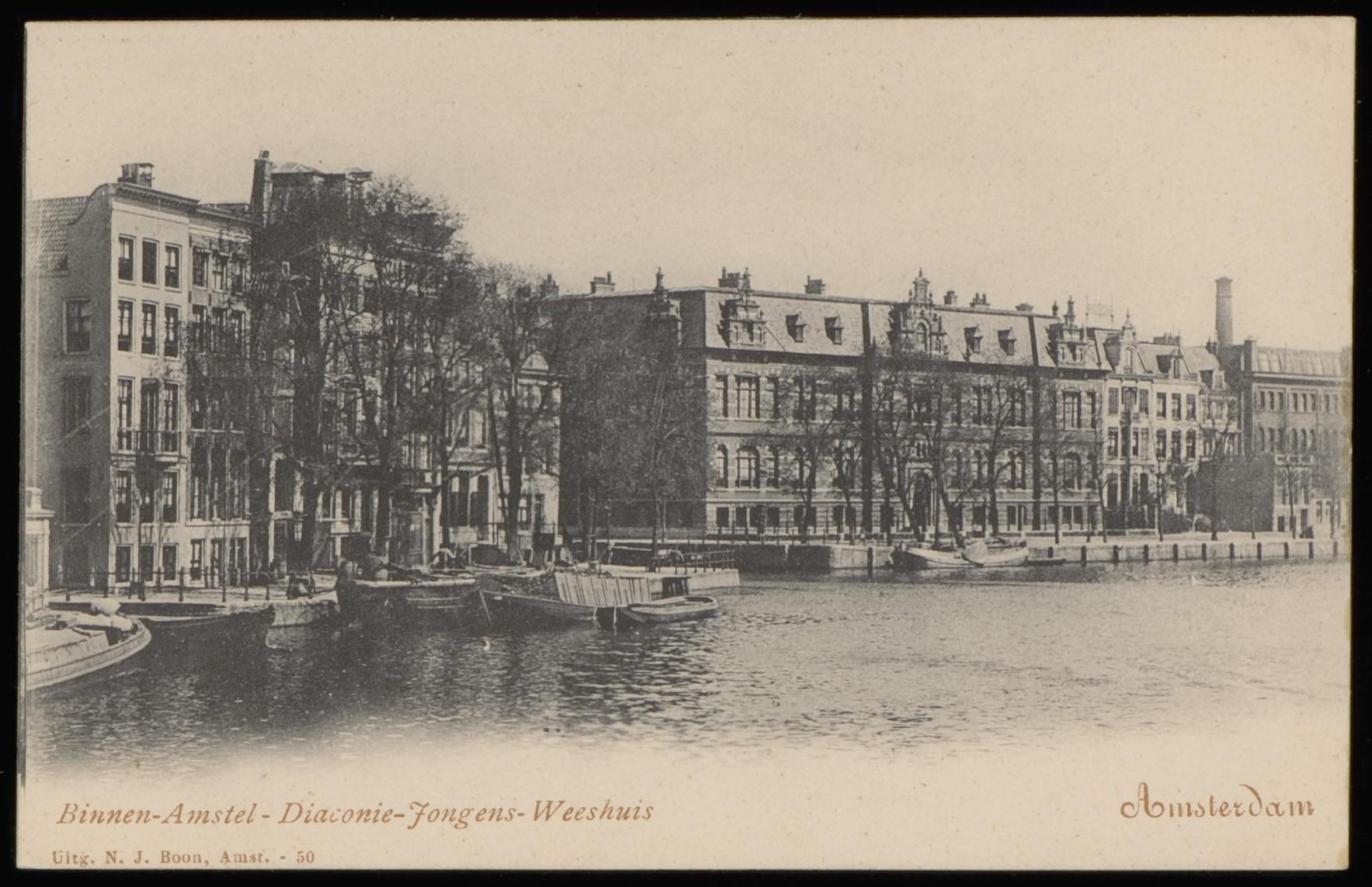
Vlooienburg rechts met Diaconieweeshuis (ca. 1900)

Vlooienburg (oorspronkelijk: "Vloonburch") is een voormalig aangelegd eiland in Amsterdam. Het is in navolging van Uilenburg, Marken en Rapenburg in het kader van de tweede uitleg vanaf 1593 in een ondiepte van de Amstel aangeplempt. De Stopera is sinds de naoorlogse sloop van de bebouwing het enige pand op Vlooienburg.

## Beschrijving
Vlooienburg, soms ook aangeduid als Vlooyenburg, had de vorm van een rechthoek. Het werd aan de zuidkant omringd door de Binnen-Amstel, aan de westkant door de Zwanenburgwal (die toen ook wel Verversgracht genoemd werd), aan de noordkant door de Houtgracht (of de Joden Houttuinen) en aan de oostkant door de Leprozengracht (of Huiszittengracht). Aan die laatste gracht lag ook de Stroomarkt en werd turf uitgedeeld aan de armen. Op het eiland lagen van oost naar west de Lange Houtstraat en de Zwanenburgstraat. Dwars daarop, van noord naar zuid, lag de Korte Houtstraat.
Over de vroege geschiedenis van Vlooienburg is niet veel bekend, want er zijn geen uitgiftekaarten bewaard gebleven. De eerste verkoop van een huis dateert van 1608. Dat betekent dat de uitgifte van ledige erven daarvoor moet hebben plaatsgevonden; sommige auteurs vermoeden al in 1602, anderen veronderstellen dat het aanplempen begon in dat jaar. Met het uitzicht op een Twaalfjarig Bestand nam de investeringslust toe, evenals op de iets oudere, noordelijker gelegen Houtgracht, Uilenburg en Rapenburg. In de periode 1608-1625 zijn 1610 en 1611 absolute topjaren. Vlooienburg was een aantrekkelijk deel van de stad voor de aankoop van een huis, alhoewel de kaden van Vlooienburg, de Hout- en Leprozengracht bestemd waren als opslagplaats voor hout. (In 1610 werd namelijk alle houtopslag in het stadscentrum verboden.) Burgemeester Cornelis Pietersz. Hooft verzette zich tegen de politiek van het stadsbestuur, omdat alle houthandelaren waren gedwongen zich te verplaatsen en op kosten werden gejaagd, vanwege de inmiddels toegeslagen speculatie. Een van de belangrijkste investeerders (of speculanten) was Syvert P. Sem.
Een van de eigenaren van de houttuinen op en rond Vlooienburg was de stadsbouwmeester Hendrick de Keyser.
Circa 1626 zijn houtwallen aan de Amstel nog eens verbreed. Rond 1657 vond langs de Amstel een opwaardering van het gebied plaats toen daar in 1661 een aantal opvallende huizen verschenen. 
Het meest markante gebouw op Vlooienburg was lange tijd het Gereformeerde Diaconieweeshuis, gebouwd in 1657, nadat enkele jaren de pest had gewoed en er uitzonderlijk veel wezen in Amsterdam waren. Het gebouw werd in 1888 afgebroken en vervangen door nieuwbouw in 1889. Naast het Gereformeerde Diaconieweeshuis kende het eiland in 1870 nog een tweetal weeshuizen, waaronder het joodse jongensweeshuis Megadle Jethomiem. De pupillen werden op 10 februari of op 5 maart 1943 weggevoerd en na aankomst in Sobibor vermoord. Aan weerszijden van de Korte Houtstraat stond een diamantslijperij.
In 1882 werden de Leprozen- en de Houtgracht gedempt, waardoor Vlooienburg niet langer een eiland was. Op de ontstane ruimte werd het Waterlooplein ingericht.

## Bewoners
Al vanaf het begin was het een plek waar Joden zich vestigden. Immers het gebied was geplempt in verband met krapte op de woningmarkt. Voornamelijk Portugese Joden vestigden zich er. Vlak voor de start voor de bouw van de Stopera (1981/1982) konden archeologen opgravingen doen in en op het terrein waarbij eigenlijk van alles werd gevonden. Van kook- tot pispotten, speelgoed en allerlei eetgerei. Bij onderzoek in de 21e eeuw werd aan de hand van bestudering van 10% van de vondsten geconstateerd dat er vanuit de beginperiode ook resten zijn van de gebruiksvoorwerpen van diverse migrantengroepen. De bouw van de synagogen trok meer Joden aan, zodat de bevolkingssamenstelling van de wijk veranderde tot de Joodse wijk die het later werd. De wijk is na 1945 vanwege bouwvalligheid en plannen voor een stadssnelweg en een metrolijn grotendeels gesloopt. De gebouwen die er nog stonden werden afgebroken voor de bouw van de Stopera.

## Naam
De naam Vlooienburg wordt voor het eerst gebruikt in 1608. Waar de naam Vlooienburg vandaan komt is niet duidelijk. Mogelijk is het een volksverbastering van de oorspronkelijke naam Vloonburgh of Vloonburch, zoals deze vermeld staat op de kaart uit 1625 van Balthasar Florisz. van Berckenrode. Verondersteld wordt dat deze oorspronkelijke naam zou slaan op een 'vloedborg', dat is een soort uiterwaarde, die bij hoge waterstand onderliep. De daarachter gelegen Sint Antoniesdijk bood bescherming tegen een buiten zijn oevers tredende Amstel.

## Afbeeldingen

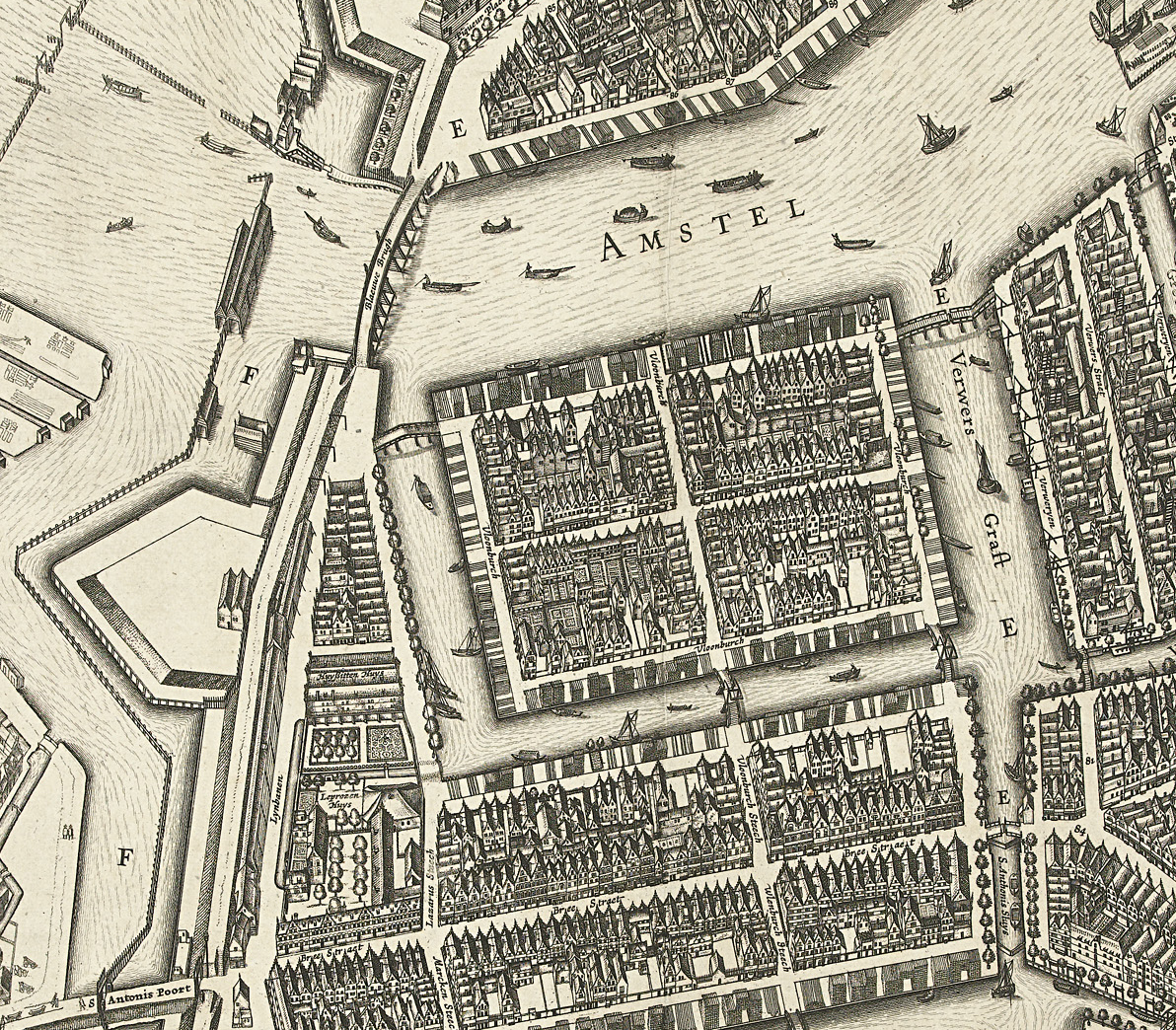
Vlooienburg in 1625 op de kaart van Balthasar Florisz. van Berckenrode.
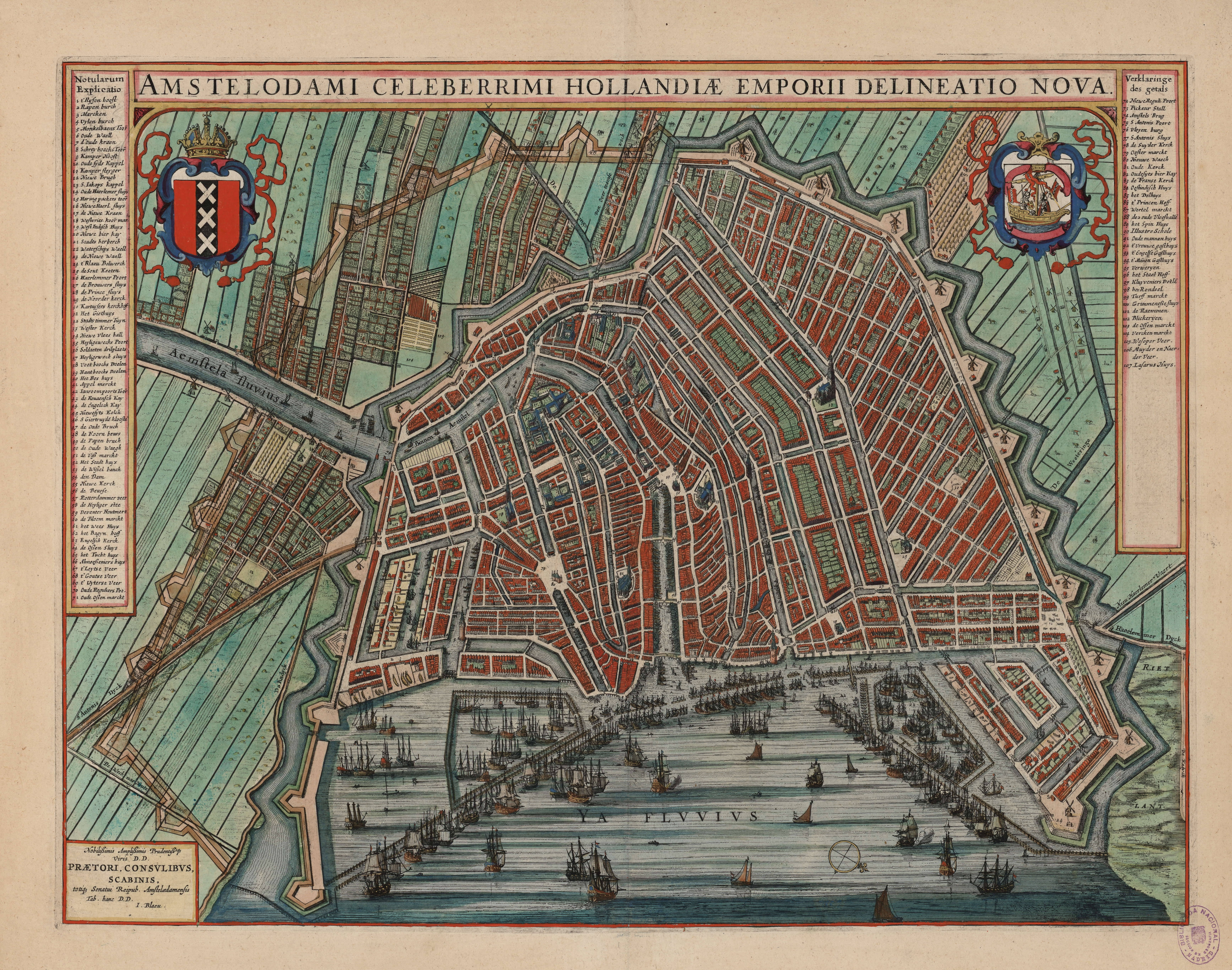
Kaart van Amsterdam door Joan Blaeu in 1649 uitgegeven
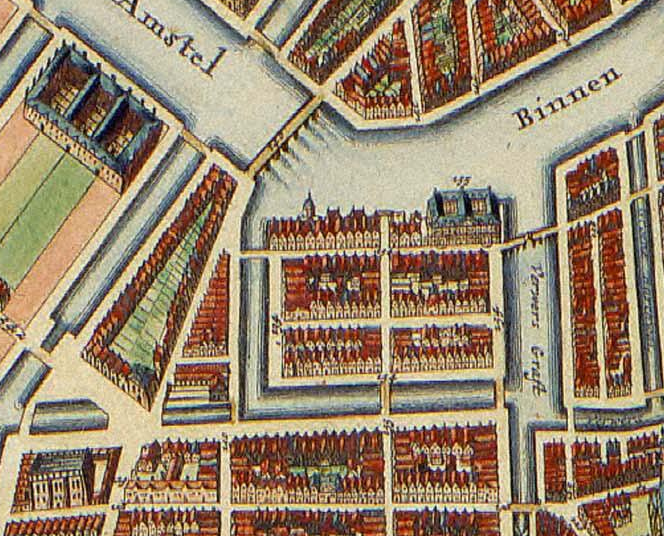
Vlooienburg in 1688 op de kaart van Frederick de Wit. Merk op dat de bebouwing is uitgebreid aan de Amstelzijde, op deze plek staat onder meer het Gereformeerde Diaconieweeshuis.
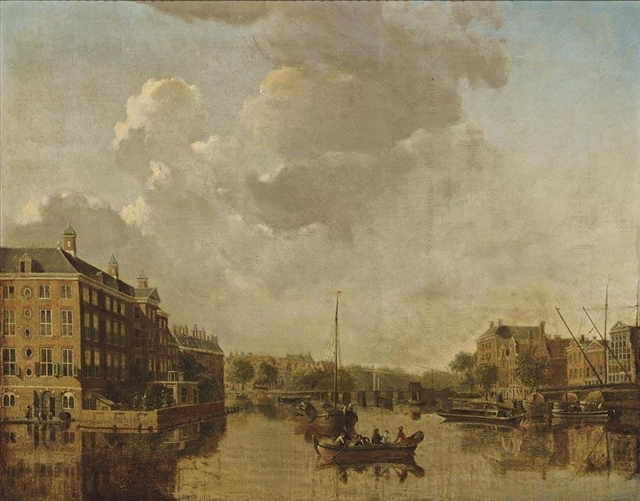
De Binnenamstel naar de Blauwbrug en het weeshuis links, door Gerrit Toorenburgh
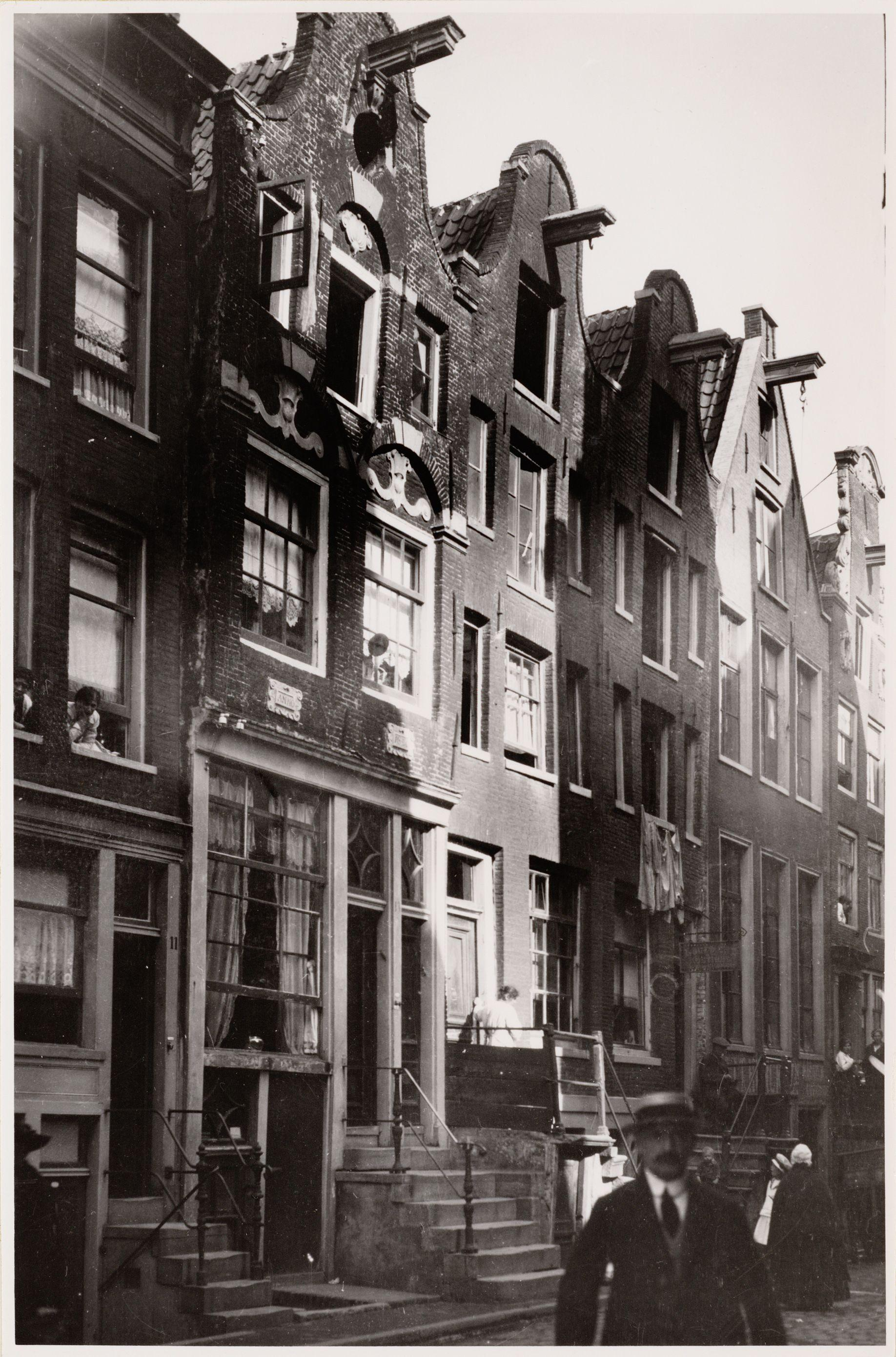
Oud straatbeeld op Vlooienburg (de Zwanenburgerstraat in 1917).